# 仲光甫
仲光 甫（なかみつ はじめ、1982年（昭和57年）3月13日 - ）男声4人によるヴォーカル・グループ“jammin’Zeb（ジャミン・ゼブ）”のメンバー。合唱指揮者。

## 経歴
血液型O・身長180cm。父が日系アメリカ人、母が日本人。神奈川県横浜市生まれ。私立聖光学院高等学校卒。ステージネームである“Steve”はミドルネーム。慶應義塾大学文学部在学中は、ワグネル・ソサィエティー男声合唱団において学生指揮者を務めた。また2003年に行われた第3回はこね学生音楽祭において、有志で結成したアンサンブル“ACT”を指揮し最優秀賞を受賞した。指揮法を北村協一に師事。低音から、得意とするファルセットまで、その声域の広さは驚異的。
2006年から“jammin’Zeb”の活動を開始。翌年10月ビクターエンタテインメントよりアルバム“Smile”でデビュー。以降継続して作品を発表するほか、国内外でのパフォーマンスなど精力的に活動中。2008年東京ドームで行われたメジャーリーグ開幕戦や、2015年5月東京競馬場で開催された第82回日本ダービーでの国歌演奏も大きな話題になるなど、各種イヴェントやメディアへの出演も幅広く行っている。また、全国の中学校・高等学校の芸術鑑賞会にも多く出演している。
全米Barbershop Harmony（バーバーショップ・ハーモニー）協会会員として、アメリカを発祥とする合唱のスタイルの普及・振興にも努めている。これまで慶應義塾ワグネル・ソサィエティー男声合唱団および同OB合唱団を指揮している他、第63回（2014年）東京六大学合唱連盟定期演奏会の合同演奏の指揮も行っている。その他にも声種やジャンルを問わず数々のコーラスを指導・指揮している。